# Лёв, Леопольд
Леопо́льд (Иуда Лейб) Лёв (ивр. יהודה לייב לעף‎, венг. Lőw Lipót, 22 мая 1811 — 13 октября 1875) — венгерский раввин, один из крупнейших представителей неологического иудаизма.

## Биография
Родился в единственной еврейской семье села Черна-Гора в Моравии. Со стороны отца был потомком Махараля из Праги, со стороны матери — Менахема Менлеля Крохмаля. Начальное образование получил в иешивах Тршебича, Колина, Липника-над-Бечвоу и Айзенштадта (1824—1835), затем учился филологии, педагогике и христианской теологии в Братиславском лицее и в университетах Пешта и Вены (1835—1841). Преподавал в Простеёве, затем с 10 сентября 1841 года служил раввином в Надьканиже.
Рано выучил венгерский язык и впервые ввел его в синагогальную службу — первая такая проповедь была опубликована в 1845 году. С 1844 года и вплоть до достижения в 1867 году цели активно выступал в печати, отстаивая эмансипацию венгерских евреев. С 1858 по 1867 год редактировал журнал «Бен Хананья», оказавший значительное влияние в этой области.
В 1846 году был приглашен в Папу, где столкнулся со многими трудностями. После венгерской революции был оговорен и арестован, но 14 декабря 1849 года помилован генералом Юлиусом Якобом фон Гайнау и освобожден после двухмесячного заключения. Вследствие этих преследований принял приглашение переехать в Сегед, где обосновался 10 декабря 1850 года. После этого отклонял приглашения работать во Львове, Брно и Бухаресте, а также Высшей школе еврейских исследований в Берлине.
Умер в Сегеде.

## Влияние на реформу иудаизма в Венгрии
Лёв применил свои знания истории, теологии и эстетики для реформирования ритуала согласно современным на тот момент представлениям. Занимался историей Галахи, затем — еврейской археологией постталмудической эпохи. Стремился по галахической литературе проследить развитие еврейской жизни и закона и опровергнуть представление, что методы и обычаи иудаизма оставались неизменными с начала Реформации в Германии, а также доказать эволюцию различных институтов и показать влияние нееврейских обычаев.
В качестве одного из наиболее выдающихся венгерских проповедников, пользовавшихся разговорным языком, участвовал практически во всех патриотических собраниях и синагогальных праздниках. Его «Венгерские проповеди» (1870) представляют собой первую еврейскую публикацию такого рода на венгерском языке. В своих выступлениях сочетал тщательное логическое построение христианской проповеди с метким анализом сложных сентенций аггады.
Был ведущим авторитетом в вопросах научной и практической теологии. Абсолютистское (1850—1866) и конституционное (1867) правительство Австрии и особенно Венгрии руководствовалось его мнением по темам организации еврейского ритуала и образования. Вплоть до своей смерти был лидером приверженцев неологии, особенно после того, как национальный конгресс — который был созван вопреки его мнению и без его участия участия — привел к расколу венгерского еврейства.

## Труды
Кроме работ по Галахе Лёв выпустил крупную работу «Ха-мафтэах» (1855) и историю еврейской экзегетики на немецком языке, которая продолжала сохранять авторитет в двадцатом веке. После эмансипации отказался от редактирования «Бен Хананьи» и посвятил себя археологическим монографиям: были изданы Die Graphischen Requisiten (1870—1871) и Die Lebensalter in der jüdischen Literatur (1875) и фрагменты третьего тома Der Synagogale Ritus (1884, посмертно). Меньшие работы были изданы в пяти томах (Сегед, 1889—1900), последний том содержит полную библиографию.

## Дети
- Иммануэль Лёв (20 января 1854 г., Сегед — 19 июля 1944 г., Будапешт) — раввин и ориенталист, Учился в берлинской Высшей школе еврейских исследований и университете, в 1878 году получил докторскую степень. Служил раввином в Сегеде. Автор трудов и биографий, в том числе Aramäische Pflanzennamen (Вена, 1881), A szegedi zsidók (Сегед, 1885), A szegedi chevra (Сегед, 1887), Alkalmi beszédek (Сегед, 1891), Az ezredév: nyolc beszéd (Сегед, 1896) Löw Immánuel beszédei (Сегед, 1900), Imádságok (3-е изд. Сегед, 1903) Vörösmarty Mihály (Сегед, 1900), Szilágyi Dezsö (Сегед, 1901), Tisza Kálmán (Сегед, 1902), Kossuth Lajos ib. (Сегед, 1902), Templomszentelő (Сегед, 1903), Deák Ferenc (Сегед, 1903). Публиковал статьи по сирийской лексикографии в журнале Zeitschrift der Deutschen Morgenländischen Gesellschaft, редактировал работы Schwab Löw, Emlékeztetés a vallásban nyert oktatásra (5-е изд. Сегед, 1887), Löw Lipót, Bibliai Történet (10-е изд. Будапешт, 1902); Leopold Löw: Gesammelte Schriften (i.-v., Сегед, 1889—1900).
- Самуэль Лёв (сентябрь 1846, Папа — ?) — врач. Учился в Сегеде и Вене (1871), в 1873 году переехал в Будапешт, где через три года основал журнал Pester Medizinisch-Chirurgische Presse. Являлся его главным редактором (1904) и опубликовал там большинство своих научных работ.
- Теодор Лёв (14 ноября 1848 г., Папа — ?) — юрист в Будапеште, автор работ Iromány Példák az uj magyar csődeljáráshoz (Будапешт, 1882) о новых процедурах банкротства в Венгрии и A Magyar Büntető Törvénykönyv a bűntettekről és vétségekről (Будапешт, 1884) о венгерском уголовном и гражданском кодексе.
- Тобиаш Лёв (Надьканижа, 5 июня 1844 г. — Будапешт , 7 июня 1880 г.) служил генеральным прокурором, в 1874 году основал журнал Magyar Igazságügy, посвященный венгерской юриспруденции и законодательству. Принимал активное участие в подготовке и редактировании материалов для венгерского уголовного кодекса (1880).
- Вильям Лёв — юрист и редактор в Нью-Йорке. Автор перевода «Трагедии человека» Имре Мадача, автор биографии отца, опубликованной в 1912 году в столетие со дня его рождения.
- Розалия Лёв-Уитни (1873—1939) — юрист и судья в Нью-Йорке.